# Чингісхан Ердоган
Чингісха́н Ердога́н, він же Опан Володимирович Сат (тур. Cengizhan Erdoğan; рос. Сат Опан Владимирович; нар. 3 липня 1989, місто Чадан, Тувинська АРСР) — російський і турецький борець вільного стилю, триразовий чемпіон Європи. Заслужений майстер спорту Росії з вільної боротьби.

## Біографія
Боротьбою займається з 2004 року. Тренувався у Красноярську. Дворазовий чемпіон Європи (2005 та 2007 років) серед юніорів. Володар Міжконтинентального кубка ФІЛА, дворазовий володар Кубка європейських націй, п'ятиразовий призер чемпіонатів Російської Федерації. Тренер: Іслам Матієв. Виступав за Красноярський край і Республіку Тива. У 2014 вирішив змінити спортивне громадянство на турецьке. Вже наступного року легко виграв чемпіонат Туреччини і увійшов до збірної команди Туреччини як лідер або перший номер у ваговій категорії до 61 кг. Однак отримати дозвіл на виступ за нову збірну зміг лише після того, як відбув трирічний карантин на участь у міжнародних турнірах, через те, що весь цей час чекав, коли федерації боротьби Туреччини та Росії домовляться про умови його переходу. Дебютував у складі збірної Туреччини у лютому 2017 року на Кубку світу в Ірані. У Туреччині змінив ім'я на Чингісхан Ердоган.

## Спортивні результати на міжнародних змаганнях

### Виступи на Чемпіонатах світу
| Змагання                        | Збірна    | Вагова категорія          | Місце |
| ------------------------------- | --------- | ------------------------- | ----- |
| Чемпіонат світу з боротьби 2017 | Туреччина | вільна боротьба, до 61 кг | 5     |

### Виступи на Чемпіонатах Європи
| Змагання                         | Збірна | Вагова категорія          | Місце  |
| -------------------------------- | ------ | ------------------------- | ------ |
| Чемпіонат Європи з боротьби 2010 | Росія  | вільна боротьба, до 60 кг | Золото |
| Чемпіонат Європи з боротьби 2011 | Росія  | вільна боротьба, до 60 кг | Золото |
| Чемпіонат Європи з боротьби 2013 | Росія  | вільна боротьба, до 60 кг | Золото |

### Виступи на Кубках світу
| Змагання                    | Збірна    | Вагова категорія          | Місце |
| --------------------------- | --------- | ------------------------- | ----- |
| Кубок світу з боротьби 2010 | Росія     | вільна боротьба, до 60 кг | 10    |
| Кубок світу з боротьби 2017 | Туреччина | вільна боротьба, до 61 кг | 4     |
| Кубок світу з боротьби 2019 | Туреччина | команда                   | 8     |

### Виступи на інших змаганнях
| Змагання                                               | Збірна    | Вагова категорія               | Місце  |
| ------------------------------------------------------ | --------- | ------------------------------ | ------ |
| Чемпіонат Росії з вільної боротьби 2007                | Туреччина | вільна боротьба, до 55 кг      | Бронза |
| Чемпіонат Росії з вільної боротьби 2009                | Росія     | вільна боротьба, до 60 кг      | Срібло |
| Турнір Дмитра Коркіна 2009                             | Росія     | вільна боротьба, до 60 кг      | Золото |
| Відкритий міжнародний турнір «Sunkist Kids» 2009       | Росія     | команда                        | Срібло |
| Чемпіонат Росії з вільної боротьби 2010                | Росія     | вільна боротьба, до 60 кг      | Срібло |
| Золотий Гран-прі з боротьби 2011 (Красноярськ)         | Росія     | вільна боротьба, до 60 кг      | Золото |
| Чемпіонат Росії з вільної боротьби 2011                | Росія     | вільна боротьба, до 60 кг      | Срібло |
| Кубок Рамзана Кадирова 2011                            | Росія     | вільна боротьба, до 60 кг      | Бронза |
| Вогні Москви 2011                                      | Росія     | вільна боротьба, до 60 кг      | Золото |
| Тестовий турнір FILA 2011                              | Росія     | вільна боротьба, до 60 кг      | Золото |
| Золотий Гран-прі з боротьби 2012 (Красноярськ)         | Росія     | вільна боротьба, до 60 кг      | Срібло |
| Чемпіонат Росії з вільної боротьби 2012                | Росія     | вільна боротьба, до 60 кг      | Срібло |
| Кубок Рамзана Кадирова 2012                            | Росія     | вільна боротьба, до 60 кг      | Срібло |
| Інтерконтинентальний кубок з боротьби 2012             | Росія     | вільна боротьба, до 60 кг      | Золото |
| Вогні Москви 2012                                      | Росія     | вільна боротьба, до 60 кг      | Золото |
| Гран-прі «Іван Яригін» 2013                            | Росія     | вільна боротьба, до 60 кг      | Золото |
| Rumble on the Rails 2013                               | Росія     | Multiple Style Event, до 60 кг | Срібло |
| Об'єднаний турнір з 4 видів боротьби 2013              | Росія     | Multiple Style Event, до 60 кг | Золото |
| Чемпіонат Росії з вільної боротьби 2013                | Росія     | вільна боротьба, до 60 кг      | Бронза |
| Міжнародний турнір Олімпія 2013                        | Росія     | вільна боротьба, до 66 кг      | Бронза |
| Турнір шахтарської слави з боротьби 2014               | Росія     | вільна боротьба, до 65 кг      | 5      |
| Турнір Володимира Семенова 2017                        | Туреччина | вільна боротьба, до 61 кг      | Бронза |
| Гран-прі «Іван Яригін» 2018                            | Туреччина | вільна боротьба, до 65 кг      | 7      |
| Турнір Г. Картозія і В. Балавадзе 2018                 | Туреччина | вільна боротьба, до 65 кг      | Бронза |
| Гран-прі «Іван Яригін» 2019                            | Туреччина | вільна боротьба, до 65 кг      | 7      |
| Кубок Президента Бурятської Республіки з боротьби 2019 | Туреччина | вільна боротьба, до 65 кг      | Бронза |
| Турнір Яшара Догу 2019                                 | Туреччина | вільна боротьба, до 65 кг      | Бронза |
| Меморіал Вацлава Циолковського 2019                    | Туреччина | вільна боротьба, до 65 кг      | 13     |
| Турнір Дмитра Коркіна 2019                             | Туреччина | вільна боротьба, до 65 кг      | Бронза |

### Виступи на змаганнях молодших вікових груп
| Змагання                                       | Збірна | Вагова категорія          | Місце  |
| ---------------------------------------------- | ------ | ------------------------- | ------ |
| Чемпіонат Європи з боротьби серед юніорів 2005 | Росія  | вільна боротьба, до 50 кг | Золото |
| Чемпіонат Європи з боротьби серед юніорів 2007 | Росія  | вільна боротьба, до 55 кг | Золото |